# Задорожний Костянтин Олексійович
Костянтин Олексійович Задорожний (2 червня 1897, місто Бахмут, тепер Донецької області — 1 лютого 1964, місто Москва, тепер Російська Федерація) — радянський діяч, генерал-майор інженерно-танкової служби (9.07.1945).

## Життєпис
Трудову діяльність розпочав у чотирнадцятирічному віці учнем токаря, токарем заводу.
У 1916—1918 роках — солдат 5-го київського гренадерського полку російської імператорської армії, учасник Першої світової війни.
З лютого 1919 року добровольцем служив у Червоній армії, учасник Громадянської війни в Росії. З лютого 1919 року — співробітник штабу, з березня 1919 року — діловод господарської частини 12-го Українського радянського полку. З травня 1919 року — ад'ютант 1-ї окремої стрілецької бригади РСЧА. З липня 1919 року — електромеханік 407-ї окремої польової радіостанції. У 1919 році закінчив навчальну команду радіотелеграфістів при Управлінні Інспекції радіо УСРР.
З березня 1920 року — квартирмейстер 2-го Донецького караульного батальйону. З листопада 1920 року — помічник діловода, з січня 1921 року — начальник загального відділу Управління Упродкому (продовольчого комітету) Південно-Західного фронту. З жовтня 1921 року — губернський інструктор Упродкому Трудової армії. Демобілізований з армії у червні 1922 року.
У 1927 році закінчив Запорізький індустріальний технікум (інститут).
Член ВКП(б) з 1927 року.
З 1927 року працював головним механіком металургійного заводу імені Дзержинського у Кам'янському, головним механіком об'єднання «Дніпроспецсталь», потім об'єднання «Сталь». У 1930—1931 роках перебував у закордонному відрядженні для закупівлі обладнання та підвищення кваліфікації, вивчав виробництво на найбільших заводах Німеччини, Англії, Чехословаччини та Австрії.
На 1934—1935 роки — головний механік Магнітогорського металургійного комбінату імені Сталіна з підпорядкуванням йому ремонтно-механічного заводу.
У 1937 році — головний інженер, перший заступник директора Ново-Краматорського заводу важкого машинобудування імені Сталіна Донецької області.
У 1937—1941 роках — директор Ново-Краматорського заводу важкого машинобудування імені Сталіна Донецької (Сталінської) області.
У листопаді 1941 — вересні 1942 року — директор Сталінградського тракторного заводу.
Одночасно з серпня до вересня 1942 року — член оперативної групи Сталінградського міського Комітету оборони по Тракторозаводському району міста Сталінграда.
У 1942—1945 роках — директор евакуйованого Ленінградського танкового заводу № 174 імені Ворошилова в місті Омську.
З вересня до листопада 1945 року — член репараційної комісії на переговорах із Японією.
З 1946 року — заступник народного комісара (міністра) шляхів сполучення. Постановою Ради міністрів СРСР від 1 липня 1948 року затверджений заступником міністра шляхів сполучення СРСР по паровозо-вагоноремонтних та машинобудівних заводах.
Потім був членом Державного комітету Ради міністрів СРСР із питань праці та заробітної плати.
З 1957 року — персональний пенсіонер союзного значення в Москві.
Помер 1 лютого 1964 року після тривалої та важкої хвороби в Москві. Похований на П'ятницькому цвинтарі Москви.

## Звання
- генерал-майор інженерно-танкової служби (9.07.1945)

## Нагороди
- два ордени Леніна (20.10.1943, 5.08.1944)
- орден Вітчизняної війни І ст. (9.07.1945)
- два ордени Трудового Червоного Прапора (23.03.1935, 1947)
- орден «Знак Пошани» (14.07.1937)
- медаль «За оборону Сталінграда» (1942)
- медаль «За перемогу над Німеччиною у Великій Вітчизняній війні 1941—1945 рр.» (1945)
- медаль «За доблесну працю у Великій Вітчизняній війні 1941—1945 рр.» (1945)